# Pero (langue)
Pour les articles homonymes, voir Pero (homonymie).
Le pero est une langue tchadique parlée au Nigeria dans l'État de Gombe, au Sud-Ouest de Biliri.

## Classification
Le pero est une langue du groupe tangale (en) qui fait partie des langues tchadiques occidentales. Les langues tchadiques sont une des branches de la famille afro-asiatique.

## Phonologie
Les tableaux présentent l'inventaire phonémique du pero: les voyelles et les consonnes

### Voyelles
|            |            | Antérieures   | Centrales     | Postérieures  |
| Fermées    | Fermées    | i [i] ii [iː] |               | u [u] uu [uː] |
| Mi-fermées | Mi-fermées | e [e] ee [eː] |               | o [o] oo [oː] |
| Ouvertes   | Ouvertes   |               | a [a] aa [aː] |               |

Les voyelles antérieures ont un allophone [ɪ] qui résulte de leur neutralisation.

### Consonnes
|               |               | Labiales | Alvéolaires | Palatales | Vélaires |
| Occlusives    | sourdes       | p [p]    | t [t]       |           | k [k]    |
| Occlusives    | sonores       | b [b]    | d [d]       |           | g [g]    |
| Occlusives    | implosives    | ɓ [ɓ]    | ɗ [ɗ]       |           |          |
| Nasales       | Nasales       | m [m]    | n [n]       |           | ŋ [ŋ]    |
| Affriquées    | sourdes       |          |             | c [tʃ]    |          |
| Affriquées    | sonores       |          |             | j [dʒ]    |          |
| Liquides      | Liquides      |          | l [l]       |           |          |
| Roulées       | Roulées       |          | r [r]       |           |          |
| Semi-voyelles | Semi-voyelles | w [w]    |             | y [j]     |          |

### Allophones
Les fricatives sont positionnées comme des allophones: /c/ est prononcée [ʃ] en début de mot devant une séquence de deux consonnes, et /p/ devient [f] devant les voyelles postérieures.

### Une langue tonale
Le pero est une langue à tons. Ceux-ci sont au nombre de deux: un ton haut et un ton bas.